# بيتو (مغني)
بيتو (بالبرتغالية: Beto‏) هو مغني برتغالي، ولد في 28 ديسمبر 1967 في بينيتشي في البرتغال، وتوفي في 23 مايو 2010 في كالداس دا رينها في البرتغال.

## وصلات خارجية
- بيتو على موقع ميوزك برينز (الإنجليزية)
- بيتو على موقع ديسكوغز (الإنجليزية)